# FK Kalouga
Maillots
Le FK Kalouga (russe : Футбольный клуб «Калуга») est un club de football russe fondé en 2009 et basé à Kalouga.
Il évolue en quatrième division russe depuis la saison 2023-2024.

## Histoire

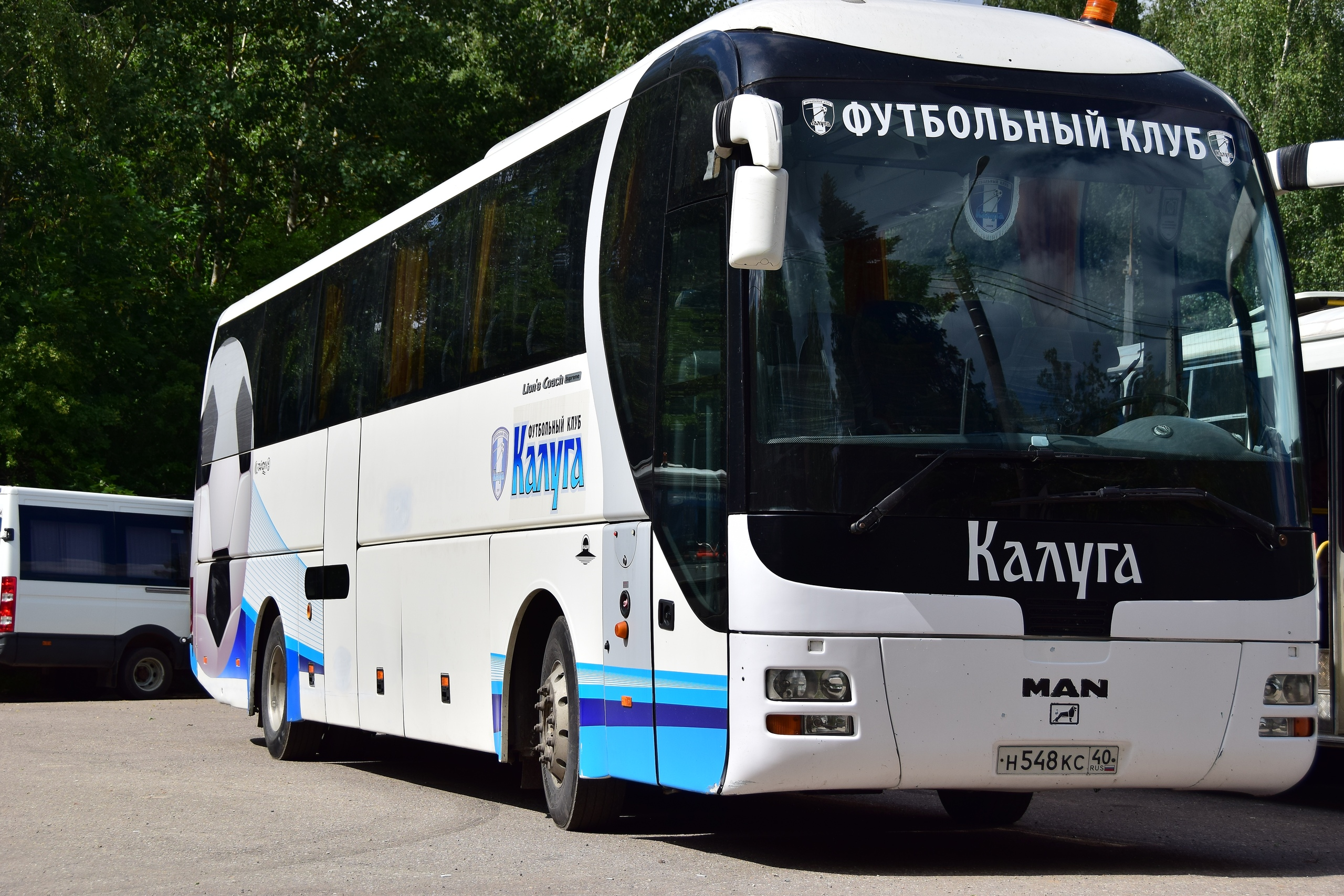
Autobus aux couleurs du club en 2019.

Né de la fusion entre le MiK Kalouga et le Lokomotiv Kalouga en décembre 2009, le club démarre directement au niveau professionnel en prenant part au championnat de troisième division à partir de la saison 2010. Principalement une équipe de milieu de classement, il réalise son meilleur classement lors de la saison 2012-2013 qui le voit terminer cinquième du groupe Centre.

## Bilan sportif

### Classements en championnat
La frise ci-dessous résume les classements successifs du club en championnat de Russie depuis 2010.

### Bilan par saison
| Saison    | Championnat | Championnat | Championnat | Championnat | Championnat | Championnat | Championnat | Championnat | Championnat | Championnat | Coupe de Russie |
| Saison    | Division    | Pos         | Pts         | J           | V           | N           | D           | BP          | BC          | Diff        | Coupe de Russie |
| --------- | ----------- | ----------- | ----------- | ----------- | ----------- | ----------- | ----------- | ----------- | ----------- | ----------- | --------------- |
| 2010      | 3e Centre   | 10e         | 43          | 30          | 12          | 7           | 11          | 27          | 31          | -4          | —               |
| 2011-2012 | 3e Centre   | 9e          | 52          | 39          | 14          | 10          | 15          | 37          | 41          | -4          | 256es de finale |
| 2011-2012 | 3e Centre   | 9e          | 52          | 39          | 14          | 10          | 15          | 37          | 41          | -4          | 128es de finale |
| 2012-2013 | 3e Centre   | 5e          | 47          | 30          | 14          | 5           | 11          | 52          | 33          | +19         | 32es de finale  |
| 2013-2014 | 3e Centre   | 6e          | 45          | 30          | 12          | 9           | 9           | 44          | 36          | +8          | 128es de finale |
| 2014-2015 | 3e Centre   | 6e          | 49          | 30          | 14          | 7           | 9           | 42          | 31          | +11         | 64es de finale  |
| 2015-2016 | 3e Centre   | 8e          | 33          | 26          | 9           | 6           | 11          | 24          | 27          | -3          | 256es de finale |
| 2016-2017 | 3e Centre   | 10e         | 30          | 24          | 8           | 6           | 10          | 25          | 28          | -3          | 32es de finale  |
| 2017-2018 | 3e Centre   | 12e         | 21          | 26          | 5           | 6           | 15          | 20          | 37          | -17         | 64es de finale  |
| 2018-2019 | 3e Centre   | 6e          | 36          | 26          | 10          | 6           | 10          | 30          | 29          | +1          | 32es de finale  |
| 2019-2020 | 3e Centre   | 9e          | 22          | 17          | 6           | 4           | 7           | 24          | 23          | +1          | 64es de finale  |
| 2020-2021 | 3e Groupe 3 | 7e          | 47          | 30          | 14          | 5           | 11          | 50          | 37          | +13         | 64es de finale  |
| 2021-2022 | 3e Groupe 3 | 15e         | 31          | 18          | 9           | 4           | 5           | 28          | 17          | +11         | 128es de finale |
| 2022-2023 | 3e Groupe 3 | 7e          | 33          | 22          | 10          | 3           | 9           | 28          | 33          | -5          | 128es de finale |
| 2023      | 4e Groupe 3 | en cours    | en cours    | en cours    | en cours    | en cours    | en cours    | en cours    | en cours    | en cours    | 64es de finale  |

Légende
- Promotion en division supérieure
- Relégation en division inférieure

## Entraîneurs
La liste suivante présente les différents entraîneurs du club.
- Edouard Diomine (janvier 2010-juillet 2013)
- Vitali Safronov (intérim) (août 2013)
- Vladimir Voltchek (septembre 2013-février 2015)
- Vitali Safronov (février 2015-octobre 2017)
- Edouard Diomine (octobre 2017-juin 2018)
- Kostantin Dzoutsev (juin 2018-)